# Pseudopanurgus perpunctatus
Pseudopanurgus perpunctatus är en biart som beskrevs av Timberlake 1973. Pseudopanurgus perpunctatus ingår i släktet Pseudopanurgus och familjen grävbin. Inga underarter finns listade i Catalogue of Life.